# 愛知県道418号小中山伊良湖線
愛知県道418号小中山伊良湖線（あいちけんどう418ごう こなかやまいらごせん）は、愛知県田原市を通る一般県道である。渥美半島先端近くの海岸から少し離れた平地をほぼ一直線に走る。

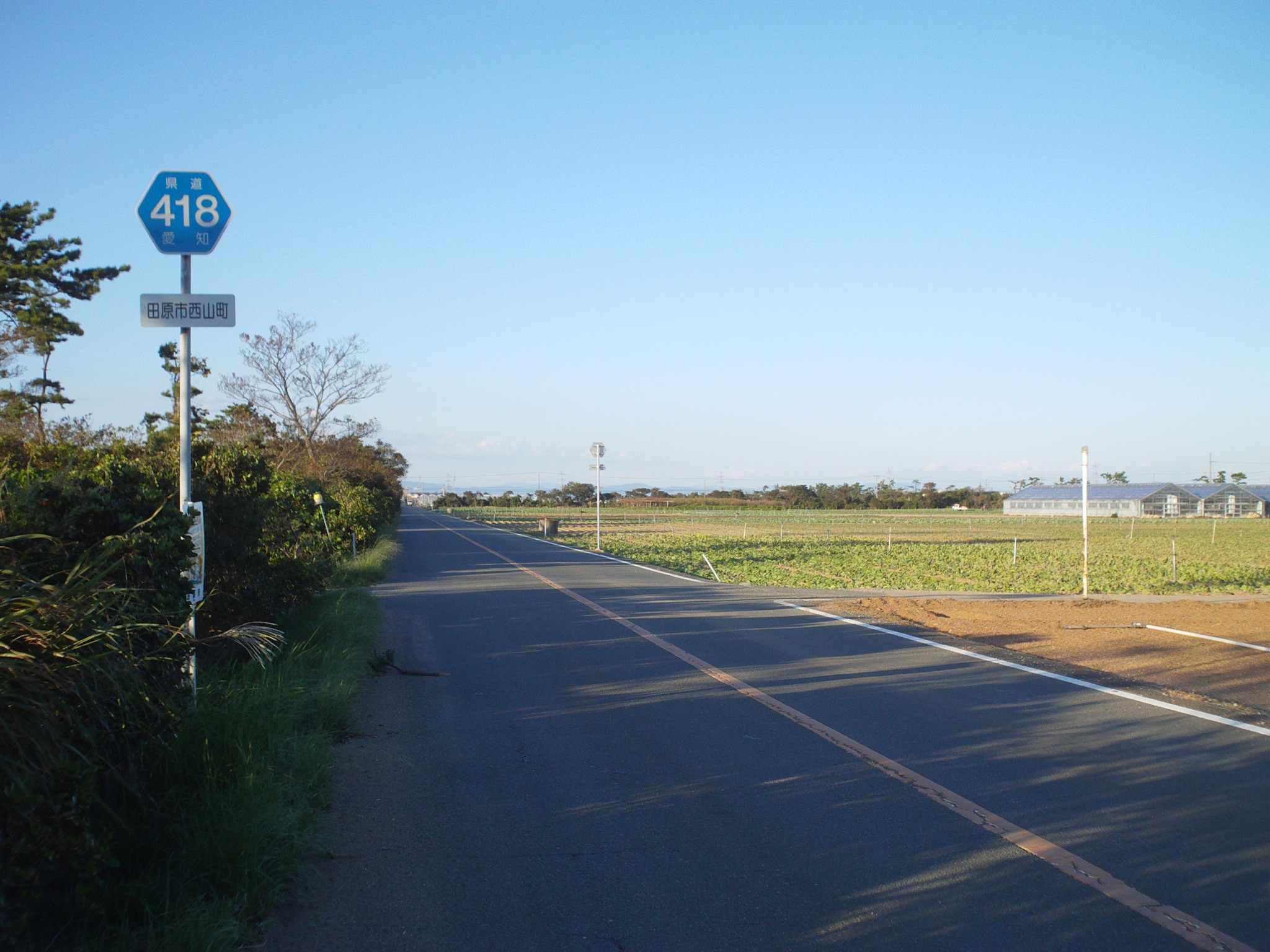
愛知県田原市、西山町交差点付近（2011年9月）

## 概要

### 路線データ
- 起点：愛知県田原市小中山町（愛知県道421号小中山保美線交点）
- 終点：愛知県田原市伊良湖町（伊良湖神社北交差点：国道259号交点）
- 全長：約8.0km

## 通過する自治体
- 愛知県
  - 田原市

## 沿革
- 1972年9月16日 一般県道中山伊良湖線として認定
- 2007年4月1日 一般県道小中山伊良湖線に改称

## 主な接続道路
- 愛知県道421号小中山保美線（田原市小中山町）
- 国道259号（田原街道）（伊良湖神社北交差点）

## 沿線周辺
- 立馬崎
- JERA 渥美火力発電所
- 西ノ浜
- 休暇村伊良湖